# فاكوندو ألتاميرانو
فاكوندو ألتاميرانو (بالإسبانية: Facundo Altamirano) (21 مارس 1996 في الأرجنتين - ) هو لاعب كرة قدم أرجنتيني في مركز حراسة المرمى.

## روابط خارجية
- فاكوندو ألتاميرانو على موقع قاعدة بيانات كرة القدم.إي يو (الإنجليزية)
- فاكوندو ألتاميرانو على موقع Soccerway.com (الإنجليزية)